# 475 (фильм)
475 — марокканский документальный фильм 2013 года режиссёра Надира Бухмуша. Фильм исследует сексуальное насилие и права женщин в Марокко через историю Амины Филали, молодой девушки, которая покончила жизнь самоубийством после того, как её заставили выйти замуж за насильника в 2012 году. 

## Синопсис
В марте 2012 года Амина Филали, 16-летняя марокканская девушка, покончила жизнь самоубийством, проглотив крысиный яд в небольшой деревне недалеко от Лараша. Её самоубийство произошло через год после того, как её заставили выйти замуж за мужчину, который её изнасиловал. Согласно статье 475 марокканского уголовного кодекса, насильник может избежать судебного преследования и тюремного заключения, если он женится на своей жертве. Власти Марокко не провели надлежащего расследования смерти Филали, которая широко освещалась в марокканских и международных СМИ. Благодаря этому ужасающему делу, интервью с родителями Филали, отцом её насильника, адвокатом и другими членами марокканского гражданского общества фильм исследует различные аспекты патриархата в Марокко, одновременно подвергая сомнению то, как его изображали основные средства массовой информации. 

## Производство
Как и первый фильм Бухмуша «Мой Махзен и я», «475» снимался подпольно, без разрешений на съёмки. Режиссёр Надир Бухмуш называет это «актом гражданского неповиновения» против государственного института кинематографии Марокко — Центра кинематографии Марокко (CCM); и того, что они считают ограничительными законами о кино и цензурой. Съёмочная группа была сокращена до небольшой группы добровольцев, у которых было мало или совсем не было опыта в кинопроизводстве. Вместо того чтобы просить государственное финансирование у CCM, создатели фильма прибегли к краудфандинговой кампании.